# دينتون بروك
دينتون بروك (10 يوليو 1971 في المملكة المتحدة - ) (بالإنجليزية: Denton Brock)‏ هو لاعب كريكت بريطاني. لعب مع Cheshire County Cricket Club ‏ ونادي مقاطعة ستافوردشاير للكريكت ‏.

## وصلات خارجية
- دينتون بروك على موقع إي آس بي آن كريك إنفو (الإنجليزية)